# Pavetta aspera
Pavetta aspera är en måreväxtart som beskrevs av William Grant Craib. Pavetta aspera ingår i släktet Pavetta och familjen måreväxter.
Artens utbredningsområde är Thailand. Inga underarter finns listade i Catalogue of Life.